# Тшува
Тшува (от др.-евр. תְּשׁוּבָה‬ — «возвращение; покаяние; ответ») — раскаяние в иудаизме. Тшувой названо пятое благословение молитвы «Амида».

## Танах
Согласно Втор. 30:1—10, тшува — это «возврат, поворот, обращение к Творцу».

И когда вы простираете руки ваши, Я закрываю от вас очи Мои; и когда вы умножаете моления ваши, Я не слышу: ваши руки полны крови. Омойтесь, очиститесь; удалите злые деяния ваши от очей Моих; перестаньте делать зло; научитесь делать добро, ищите правды, спасайте угнетённого, защищайте сироту, вступайтесь за вдову. Тогда придите и рассудим, говорит Господь. Если будут грехи ваши, как багряное, как снег убелю; если будут красны, как пурпур, как волну убелю.
— Ис. 1:15—18

## Значение
Понятие применимо в двух основных смыслах:
- Персональное покаяние еврея, совершившего грехи, совмещённое с молитвами (слихот). Особенно это понятие применимо к молитвам и обрядам, принятым в месяц Элул и праздники месяца Тишрей — Рош ха-Шана и Йом-кипур.
- Приближение еврея, не соблюдавшего 613 заповедей, к религиозному образу жизни. Такой процесс называют «хазара би-тшува» (חזרה בתשובה‎), а человек, совершивший его, — «баал-тшува» (בעל תשובה‎) или «хозер би-тшува» (חוזר בתשובה‎).

В Библии более или менее установлена последовательность элементов раскаяния: пост и молитвы, разрывание одежд и облачение во власяницу, однако главное, как уже сказано, — выразить раскаяние и обязаться воздерживаться в будущем от прегрешений и умножать благие деяния; это относится как к индивидуальному, так и всенародному раскаянию. Законоучители Талмуда всячески подчёркивали значение раскаяния и именно они сформулировали понятие тшува (так же они назвали и пятую часть молитвы Амида). Бог создал раскаяние ранее мира (Псах. 54 а), оно достигает трона Господня, продлевает жизнь человека и приносит избавление (Иома 86 а—б). Бог побуждает Израиль раскаяться и не стыдиться этого, как сын не стыдится вернуться к любящему его отцу (Втор. Р. 2:24)».
Маймонид считал, что полное раскаяние (тшува гмура) достигается тогда, когда человек, попав в условия, позволяющие повторить прежний проступок, способен воздержаться от него (Яд, Тшува 2:1).

## Хасидизм
Учение хасидизма придаёт понятию «тшува» особый смысл и глубину — основываясь на талмудических сентенциях о том, что «тшува предшестовала миру», «раскаявшиеся грешники стоят выше, чем законченные праведники», «еврейский народ будет избавлен лишь в заслугу тшувы», учение хасидизма ставит тшуву в центр всего служения человека Всевышнему.
Ш. Залман из Ляд, первый любавичский ребе, в «Тании» формулировал два уровня тшувы:
- «нижняя тшува», благодаря которой «грехи становятся подобными ошибкам»;
- «высшая тшува», переворачивающая грехи в заслуги.

«Нижняя тшува» называется также «тшувой из страха» и не все грехи могут быть исправлены с помощью «нижней тшувы» (Игерет а-тшува, гл. 4).
«Высшая тшува» — это тшува из любви и она способна «перевернуть тьму в свет» и исправить любой грех (там же).
Мителер Ребе, второй любавичский ребе, писал о тшуве:
Писание говорит в нескольких местах, что посредством тшувы даруется жизнь человеку, как сказано „ибо не пожелаю смерти мертвеца… но чтобы вернулся он и жил“, и также сказано „вернитесь, вернитесь, и для чего же умирать…“, ибо источник всей высшей Божественной жизни, которая притягивается к живой душе — все это посредством тшувы, и поэтому сказали, что тшува предшествовала миру… и также сказали, что тшува приводит излечение миру, и отсюда с необходимостью следует, что корень тшувы — выше, чем свет и жизненность нефеш-руах-нешама в человека».
«Израиль будет избавлен лишь в заслугу тшувы» — эта фраза повторяется и объясняется во многих выступлениях любавичского ребе М.-М. Шнеерсона. Обсуждение этой талмудической концепции представлено в статье И. Гинзбурга о «двух ослах» Мошиаха.
Благодаря тшуве человек поднимается на ступень, значительно более высокую, чем та, на которой он находился до того, как совершил грех.
Учение хасидизма подчёркивает, что посредством тшувы «грехи становятся подобны заслугам».
Респонсы
Слово «тшува» используется также в сочетании «Шээлот у-тшувот», означающее «респонсы».